# Ciclón

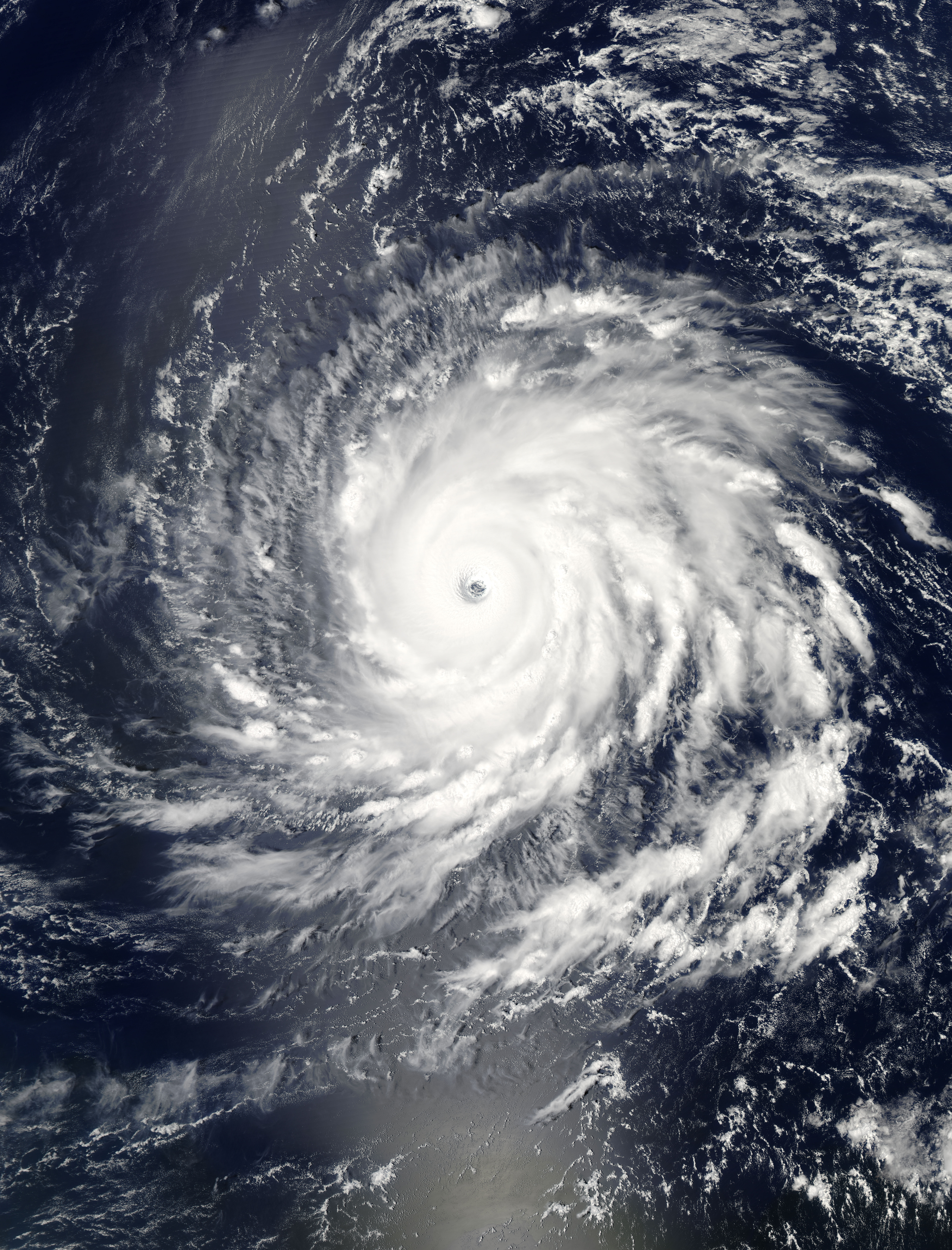
El ciclón tropical Igor de 2010

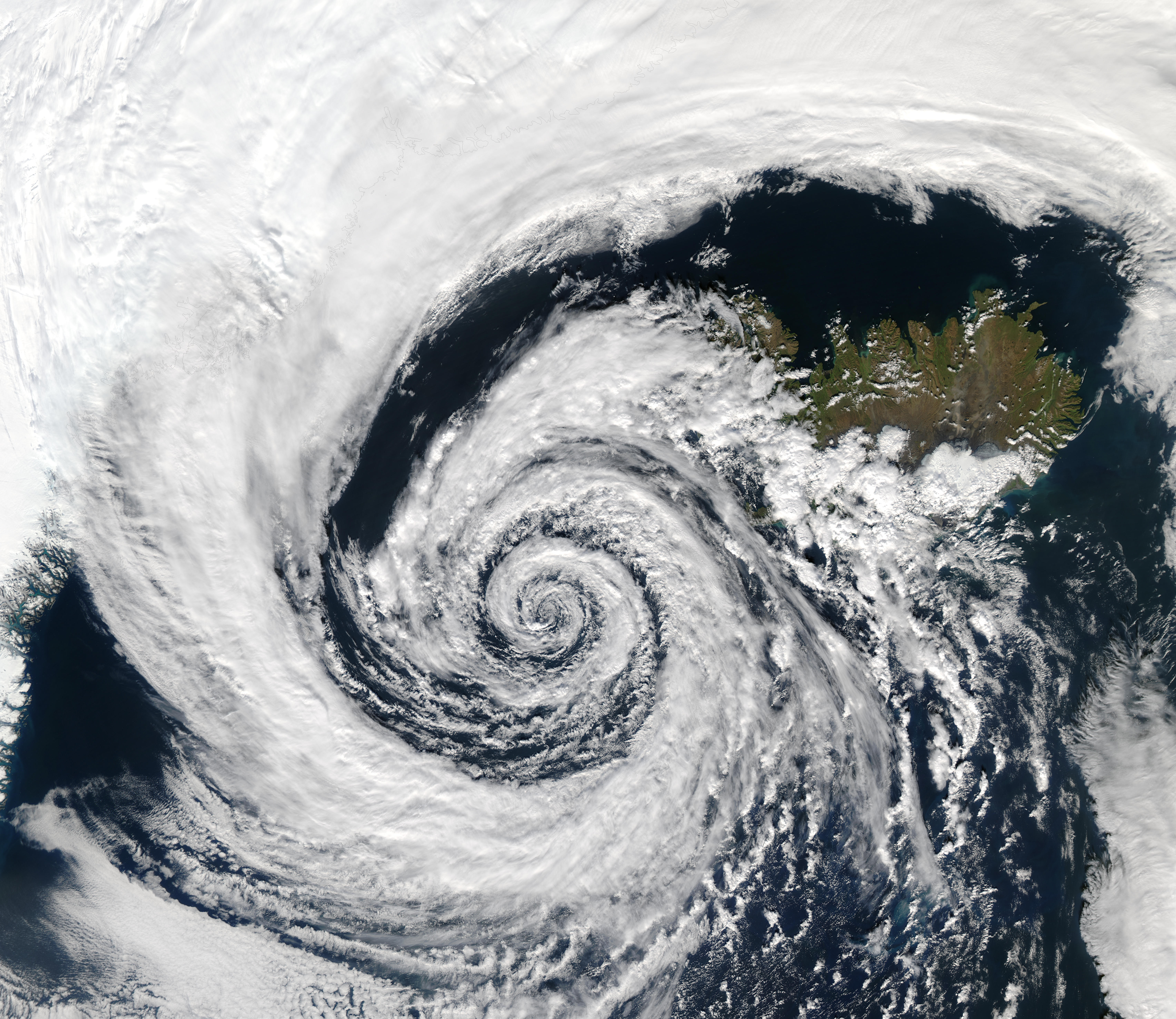
Un sistema de baja presión saliendo de la costa sureste de Islandia

En meteorología, ciclón usualmente suele hacer referencia a vientos intensos acompañados de tormenta, aunque también designa a las áreas del planeta en las cuales la presión atmosférica es baja. En esta segunda acepción el significado de ciclón es equivalente al de borrasca, y es el fenómeno opuesto al anticiclón.
Los ciclones y anticiclones tienen una importancia fundamental en la generación de los vientos o corrientes atmosféricas. En efecto, un área de bajas presiones genera vientos al atraer las masas de aire atmosférico desde las zonas de altas presiones o anticiclónicas.
Una ciclogénesis tropical describe el proceso de desarrollo de los ciclones tropicales. Los ciclones tropicales se forman debido al calor latente impulsado por una importante actividad de tormentas eléctricas, y son de núcleo caliente. Los ciclones pueden transitar entre las fases extratropical, subtropical y tropical. Los mesociclones se forman como ciclones de núcleo cálido sobre la tierra y pueden dar lugar a la formación de tornados. Las trombas marinas también pueden formarse a partir de mesociclones, pero más a menudo se desarrollan a partir de entornos de alta inestabilidad y baja cizalladura del viento. En los océanos Atlántico y Pacífico nororiental, un ciclón tropical se denomina generalmente huracán (del nombre de la antigua deidad centroamericana del viento, Huracán), en los océanos Índico y Pacífico sur se denomina ciclón, y en el Pacífico noroccidental se denomina tifón.
El crecimiento de la inestabilidad en los vórtices no es universal. Por ejemplo, el tamaño, la intensidad, la convección húmeda, la evaporación superficial, el valor de la temperatura potencial en cada altura potencial pueden afectar a la evolución no lineal de un vórtice.

## Etimología
La palabra «ciclón» (del inglés cyclone, y este del gr. κυκλῶν kyklôn, participó de presente activo de κυκλοῦν kykloûn ‘remolinar’) fue usada por primera vez por Henry Piddington alrededor del año 1840.

## Ciclogénesis

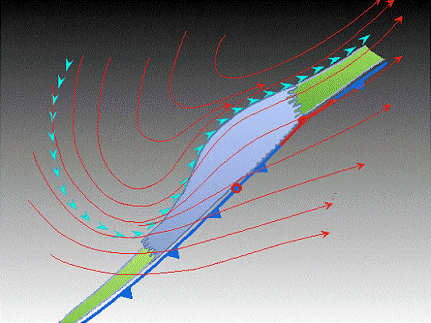
El área de baja presión extratropical inicial se forma en la ubicación del punto rojo en la imagen. Por lo general, es perpendicular (en ángulo recto) a la formación de nubes en forma de hoja que se ve en el satélite durante la etapa inicial de la ciclogénesis. La ubicación del eje del nivel superior jet stream está en azul claro.

Los ciclones tropicales se forman cuando la energía liberada por la condensación de la humedad en el aire ascendente provoca un círculo de retroalimentación positiva sobre las aguas cálidas del océano.

El desarrollo de la circulación ciclónica en la atmósfera, es decir la formación de un sistema de baja presión, se denomina ciclogénesis. Se trata de un término que incluye varios procesos similares que dan lugar al desarrollo de una cierta clase de ciclón. Puede ocurrir en cualquiera de las escalas que se manejan en meteorología (microescala, mesoescala y escala sinóptica), excepto en la escala planetaria.
Los ciclones extratropicales comienzan como ondas a lo largo de frentes meteorológicos antes de ocluirse más tarde en su ciclo de vida como sistemas de núcleo frío. Sin embargo, algunos ciclones extratropicales intensos pueden convertirse en sistemas de núcleo cálido cuando se produce una reclusión cálida.
Los ciclones tropicales se forman como resultado de una importante actividad convectiva, y son de núcleo cálido. Los mesociclones se forman como ciclones de núcleo cálido sobre la tierra, y pueden dar lugar a la formación de tornados. Las trombas de agua también pueden formarse a partir de mesociclones, pero se desarrollan más a menudo a partir de entornos de alta inestabilidad y baja cizalladura del viento. La ciclolisis es lo opuesto a la ciclogénesis, y es el equivalente al sistema de alta presión, que se ocupa de la formación de área de alta presión-anticiclogénesis.
Una depresión superficial puede formarse de varias maneras. La topografía puede crear una depresión superficial. Los sistemas convectivos de mesoescala pueden generar depresiónes superficiales que son inicialmente de núcleo cálido. La perturbación puede crecer hasta formar una onda a lo largo del frente y la depresión se sitúa en la cresta. Alrededor de la depresión, el flujo se vuelve ciclónico. Este flujo rotacional mueve el aire polar hacia el ecuador en el lado oeste de la depresión, mientras que el aire cálido se mueve hacia el polo en el lado este. Un frente frío aparece en el lado oeste, mientras que un frente cálido se forma en el lado este. Normalmente el frente frío se desplaza a un ritmo más rápido que el frente cálido y lo "alcanza" debido a la lenta erosión de la masa de aire de mayor densidad por delante del ciclón. Además, la masa de aire de mayor densidad que se desplaza detrás del ciclón refuerza la masa de aire frío de mayor presión y densidad. El frente frío se lleva por delante al frente cálido y reduce su longitud. En este punto se forma un frente ocluido en el que la masa de aire cálido es empujada hacia arriba en una vaguada de aire cálido en altura.
La ciclogénesis tropical es el desarrollo y fortalecimiento de un ciclón tropical. Los mecanismos por los que se produce la ciclogénesis tropical son claramente diferentes de los que producen los ciclones de latitud media. La ciclogénesis tropical, el desarrollo de un núcleo caliente, comienza con una convección significativa en un entorno atmosférico favorable. Hay seis requisitos principales para la ciclogénesis tropical: 
1. temperaturas superficiales del mar suficientemente cálidas,[16]
2. inestabilidad atmosférica,
3. alta humedad en los niveles bajos y medios de la troposfera
4. suficiente fuerza de Coriolis para desarrollar un centro de baja presión
5. un foco o perturbación de bajo nivel preexistente
6. una baja cizalladura vertical del viento.[17]

Cada año se forman una media de 86 ciclones tropicales de intensidad de tormenta tropical en todo el mundo, con 47 que alcanzaron la fuerza de huracán/tifón, y 20 que se convirtieron en ciclones tropicales intensos (al menos de categoría 3 en la escala de huracanes de Saffir-Simpson).

## Tipos

### Ciclones tropicales
Los ciclones tropicales (también conocidos como tormentas tropicales, huracanes y tifones) son ciclones que se forman generalmente en océanos calientes (generalmente tropicales) y de ahí succionan la energía de la evaporación y la condensación. Son característicos por tener una fuerte área de baja presión en la superficie y una alta presión en los niveles altos de la atmósfera. Se originan por la formación de centros de baja presión atmosférica en el mar.
Son altamente destructivos ya que producen fuertes lluvias con vientos de al menos 120 km/h, con ráfagas que llegan, en algunas ocasiones, a más de 300 km/h.

### Ciclones extratropicales
El ciclón extratropical se forma en latitudes superiores a 30°. Se compone de dos o más masas de aire; por lo tanto, se asocia a uno o más frentes.
La familia de ciclones extratropicales es tan amplia que normalmente se intenta definir una subfamilia. Pero esta es una tarea muy difícil debido a que, de hecho, cada ciclón es único e irrepetible. Un estudio muy amplio sobre ciclones muestra, sin embargo, que se pueden observar características comunes entre ellos, pudiéndose hacer una clasificación.
Uno de los criterios más utilizados para la clasificación es el mecanismo inicial involucrado en el desarrollo del ciclón.

### Ciclones subtropicales
Un ciclón subtropical es un sistema meteorológico que tiene algunas características de un ciclón tropical y algunas de un ciclón extratropical. Suelen formarse en latitudes cercanas al Ecuador.

### Ciclones polares
Los ciclones polares son similares en composición y tamaño a los ciclones tropicales, aunque generalmente tienen una vida más corta.
Los ciclones polares tienen típicamente varios cientos de kilómetros de diámetro y vientos fuertes (aunque generalmente no tienen la intensidad de un huracán). A diferencia de los típicos ciclones tropicales estos se desarrollan con una extrema rapidez, alcanzando su fuerza máxima en 24 horas.
Los ciclones árticos poseen extensas áreas de baja presión en las regiones polares que tienen una débil rotación ciclónica con una máxima explosión de 120 m³.

### Mesociclones
Un mesociclón es un vórtice de aire, aproximadamente de 2 a 10 km de diámetro (mesoescala en meteorología), dentro de un tipo de tormentas conocidas técnicamente como supercélulas debido a su autonomía. Cuando un mesociclón muere, si la nube precipita, esta transmite su inercia de rotación en capas más bajas comprimiéndose en forma de nube embudo lo cual hace que se incremente la rotación formando un tornado.
Los mesociclones se forman cuando hay fuertes cambios en la velocidad o dirección del viento a diferentes niveles de presión atmosférica, lo cual se conoce como cizalladura del viento. La presencia de los mesociclones solo se puede verificar con un Radar Doppler.

## Mesoescala
Los siguientes tipos de ciclones no son identificables en los cuadros sinópticos.

### Mesociclón
Un mesociclón es un vórtice de aire, de 2 kilómetros (1,2 mi) a 10 kilómetros (6,2 mi) de diámetro (según la mesoescala de meteorología), dentro de unatormenta convectiva. El aire se eleva y gira alrededor de un eje vertical, normalmente en la misma dirección que los sistemas de baja presión en el hemisferio norte y sur. La mayoría de las veces son ciclónicos, es decir, asociados a una región de baja presión localizada dentro de una supercélula. Este tipo de tormentas pueden presentar fuertes vientos en superficie y granizo severo. Los mesociclones a menudo se producen junto con las corrientes ascendentes en supercélulas, donde se pueden formar tornados. Alrededor de 1.700 mesociclones se forman anualmente en los Estados Unidos, pero sólo la mitad producen tornados.

### Tornado
Un tornado es una columna de aire que gira violentamente y que está en contacto tanto con la superficie de la tierra como con una nube cumulonimbos o, en raros casos, la base de una nube cúmulus. También se denominan tornados, término coloquial en América, o ciclones, aunque la palabra ciclón se utiliza en meteorología, en un sentido más amplio, para nombrar cualquier circulación cerrada de bajas presiones.

### Remolino de arena
Un remolino de arena es un torbellino fuerte, bien formado y de vida relativamente larga, que puede ser  pequeño (medio metro de ancho y unos pocos metros de alto) hasta grande (más de 10 metros de ancho y más de 1000 metros de alto). El movimiento vertical principal es hacia arriba. Los remolinos de arena suelen ser inofensivos, pero en raras ocasiones pueden crecer lo suficiente como para suponer una amenaza tanto para las personas como para las propiedades.

### Tromba de agua
Una tromba de agua es un vórtice columnar que se forma sobre el agua y que es, en su forma más común, una supercélula no tornado sobre el agua que está conectado a una nube cumuliforme. Aunque suele ser más débil que la mayoría de sus homólogos terrestres, se producen versiones más fuertes engendradas por mesociclones.

### Torbellino de vapor
Un suave vórtice sobre aguas tranquilas o tierras húmedas que se hace visible por el aumento del vapor de agua.

### Remolino de fuego
Un torbellino de fuego, o remolino de fuego, es un torbellino inducido por un incendio y a menudo formado por llamas o cenizas.